# Криштован, Алешандре
Алешандре Криштован (порт. Alexandre Domingos Cristóvão M'Futila; род. 14 марта 1993, Каконго, Кабинда, Ангола) — ангольский футболист, играющий в позиции нападающего.

## Карьера
Свою карьеру Алешандре начал в Нидерландах в «Бе Квик 1887». После этого играл в футбольных клубах «Гронинген» и «Камбюр» в Эредивизи в период с 2012 по 2014 год.
В 2014 году дебютировал в сборной Анголы, в результате чего привлёк внимание ведущих ангольских клубов. Ангольская команда премьер-лиги «Рекреативу ду Либоло» привела его в свою кампанию 2015 года, которая успешно закончилась, когда клуб стал национальным чемпионом.
8 августа 2016 года он подписал трёхлетний контракт с сербским клубом «Явор». В Суперлиге он дебютировал 15 октября 2016 года в выездной игре против клуба «Металац». Забив два гола в 21 выступлении в обоих внутренних соревнованиях за клуб, он покинул клуб летом 2017 года. Тогда же он присоединился к польскому клубу «Заглембе», помогая им добиться продвижения в польский высший дивизион, и играл с ними в следующем сезоне в Чемпионате Польши 2018—2019 годов.
17 января 2020 года подписал контракт с азербайджанским клубом «Шамахы» до конца сезона 2019—2020.